# Bubas
Bubas là một chi bọ cánh cứng thuộc họ Scarabaeidae. These beetles have been được tìm thấy ở Spain, France và Italy.